# Bulbophyllum globuliforme
Bulbophyllum globuliforme é uma espécie de orquídea (família Orchidaceae) pertencente ao gênero Bulbophyllum. Foi descrita por William Henry Nicholls em 1938.